# Сукре (Сантандер)
Сукре (исп. Sucre) — город и муниципалитет в северо-восточной части Колумбии, на территории департамента Сантандер. Входит в состав провинции Велес.

## История
Муниципалитет Сукре был выделен в отдельную административную единицу 3 августа 1892 года.

## Географическое положение

Муниципалитет Сукре

Город расположен в юго-западной части департамента, в горной местности Восточной Кордильеры, на расстоянии приблизительно 147 километров к юго-западу от города Букараманги, административного центра департамента. Абсолютная высота — 2146 метров над уровнем моря.
Муниципалитет Сукре граничит на севере с территорией муниципалитета Эль-Пеньон, на северо-востоке — с муниципалитетом Боливар, на востоке — с муниципалитетом Гуавата, на юго-востоке — с муниципалитетом Хесус-Мария, на юге — с муниципалитетом Ла-Бельеса, на западе — с муниципалитетом Боливар. Площадь муниципалитета составляет 606,95 км².

## Население
По данным Национального административного департамента статистики Колумбии, совокупная численность населения города и муниципалитета в 2015 году составляла 8397 человек.
Динамика численности населения муниципалитета по годам:
| 2005 | 2006 | 2007 | 2008 | 2009 | 2010 | 2011 | 2012 | 2013 | 2014 | 2015 |
| ---- | ---- | ---- | ---- | ---- | ---- | ---- | ---- | ---- | ---- | ---- |
| 9256 | 9139 | 9052 | 8970 | 8877 | 8795 | 8715 | 8638 | 8559 | 8470 | 8397 |

Согласно данным переписи 2005 года мужчины составляли 51,3 % от населения Сукре, женщины — соответственно 48,7 %. В расовом отношении белые и метисы составляли 99,5 % от населения города; негры, мулаты и райсальцы — 0,5 %.
Уровень грамотности среди всего населения составлял 84,6 %.

## Экономика
Основу экономики Сукре составляет сельское хозяйство.
49,3 % от общего числа городских и муниципальных предприятий составляют предприятия торговой сферы, 22,4 % — промышленные предприятия, 20,4 % — предприятия сферы обслуживания, 7,9 % — предприятия иных отраслей экономики.